# Дюсер, Карл
Карл Роберт Дюсер (англ. Carl Robert Duser; 22 июля 1932, Хейзлтон, Пенсильвания — 5 января 2023, Сейр, там же) — американский бейсболист, питчер. Выступал в Главной лиге бейсбола  в составе клуба «Канзас-Сити Роялс» в сезонах 1956 и 1958 годов.

## Биография
Карл Дюсер родился 22 июля 1932 года в Хейзлтоне в штате Пенсильвания. Учился в старшей школе Уэзерли, играл за её бейсбольную команду. Также он выступал в любительских соревнованиях и был чемпионом города по настольному теннису. В сентябре 1950 года Дюсер подписал контракт с клубом «Филадельфия Атлетикс», но до старта следующего сезона был призван в армию. Службу он проходил на военной базе Кемп-Аттербери в Индиане, играл за её команды по бейсболу и баскетболу.
Профессиональную карьеру Дюсер начал после демобилизации в 1954 году. Первой его командой стали «Ланкастер Ред Роузес» из Пидмонтской лиги, за которую он сыграл тридцать матчей и одержал семь побед при показателе пропускаемости 3,84. Весной 1955 года «Атлетикс» пригласили его на предсезонные сборы, но закрепиться в составе Дюсер не смог. Сезон он отыграл на уровне AAA-лиги в «Коламбус Джетс». Основной его проблемой был контроль подачи, в 125 сыгранных иннингах он сделал 47 страйкаутов и допустил 81 уок. В 1956 году этот аспект его игры стал лучше, и в сентябре главный тренер «Атлетикс» Лу Будро дал ему возможность проявить себя в Главной лиге бейсбола. В двух проведённых матчах Дюсер провёл на поле шесть иннингов, позволив соперникам выбить четырнадцать хитов и набрать шесть ранов.
Перед стартом сезона 1957 года Будро говорил, что даст молодому питчеру ещё один шанс, но весь чемпионат он провёл в фарм-клубах Литл-Рок Трэвелерс и Баффало Байзонс. Дюсер одержал восемь побед при тринадцати поражениях с показателем ERA 5,26. В межсезонье «Атлетикс» возглавил Харри Крафт. Новый тренер оставил его в составе, но дал сыграть всего один матч. В мае его перевели в «Денвер Беарс», позже он играл за «Сакраменто Солонс» и «Олбани Сенаторз». Сезон 1958 года оказался последним в карьере Дюсера — полученная в автомобильной аварии травма колена вынудила его уйти из профессионального спорта.
В 1959 году он женился на Бернадин Энн Тимко, родившей ему троих детей. Вместе они работали в отделе продаж компании Bethlehem Steel. На пенсию Дюсер вышел в конце 1980-х годов. Всё это время он продолжал играть в бейсбол и софтбол на любительском уровне, был тренером, судил баскетбольные матчи. В 1990 году его вместе со старшим братом Роном Дюсером избрали в Зал баскетбольной славы школы Уэзерли, в 1998 году они были включены в Зал славы бейсбольной лиги Блю-Маунтин.
Карл Дюсер скончался 5 января 2023 года в больнице Гатри Роберт Пэкер в Сейре в возрасте 90 лет. Свою супругу он пережил на пять лет.